# Thierry Perreux
Thierry Perreux, francoski rokometaš, * 4. marec 1963, Soisy-sous-Montmorency.
Leta 1992 je na poletnih olimpijskih igrah v Barceloni v sestavi francoske reprezentance osvojil bronasto olimpijsko medaljo.